# Slam death metal
El slam death metal o slamming death metal (a veces denominado slamming brutal death o slamming brutal death metal) es un subgénero musical del brutal death metal, que deja de lado la rapidez de este haciendo un mayor uso de tempos lentos y grooves.

## Características
En el slam death metal la atención se centra en los grooves y ritmos de tempos lentos, mientras que los blast beats se utilizan ocasionalmente, pero sin mucha frecuencia. Los riffs de guitarra se tocan muy bajos, por lo general alrededor del drop B, pero a veces inferior. Los armónicos artificiales son comunes en el slam death metal, pero los solos de guitarra no lo son. La melodía está ausente o se mantiene a niveles muy bajos, pero aun así es bastante técnico. Nueva York, Texas y Moscú son los tres principales puntos de la escena del slam death metal. A menudo es comparado con el deathcore, el slam death metal no usa muchas paradas pero si grooves lentos que pueden compartir el mismo sentimiento.

## Diferencias con el brutal death metal
El slam death metal es muy similar al brutal death metal, hay bandas de slam death metal que mezclan con el brutal death metal y viceversa. Pero el brutal death metal está más enfocado en velocidad y blast beats, mientras que el slam death metal en el uso grooves influenciados por estilos como groove metal y metallic hardcore de los 90 y tiempos lentos y de bandas como Suffocation y Dying Fetus que suelen ser confundidos con los breakdowns típicos de géneros como beatdown hardcore, metalcore y deathcore cuyos géneros que también se vieron influenciados, pero en otro contexto. Además, el sonido general del slam death metal es de un tono más bajo, más lento y menos complejo que el brutal death metal.

## Lista de bandas notables de slam death metal
| Banda                   | País            | Fecha de fundación | Referencias |
| ----------------------- | --------------- | ------------------ | ----------- |
| Devourment              | Estados Unidos  | 1995               | [ 1 ]       |
| Cráneo                  | Guatemala       | 2012               | [ 2 ]       |
| Abominable Putridity    | Rusia           | 2003               | [ 3 ]       |
| Internal Bleeding       | Estados Unidos  | 1991               | [ 4 ]       |
| Godless Truth           | República Checa | 1994               | [ 5 ]       |
| Vomit Remnants          | Japón           | 1997               | [ 6 ]       |
| Pathology               | Estados Unidos  | 2006               | [ 7 ]       |
| Dying Fetus             | Estados Unidos  | 1991               | [ 8 ]       |
| Parasitic Ejaculation   | Estados Unidos  | 2011               | [ 9 ]       |
| Soils of Fate           | Suecia          | 1995               | [ 10 ]      |
| Goretrade               | Colombia        | 1999               | [ 11 ]      |
| Waking The Cadaver      | Estados Unidos  | 2006               | [ 12 ]      |
| Suppuration             | Colombia        | 1997               | [ 13 ]      |
| Venomed                 | Indonesia       | 2008               | [ 14 ]      |
| Vomit The Soul          | Italia          | 1999               | [ 15 ]      |
| Vulvectomy              | Italia          | 2007               | [ 16 ]      |
| Pus Vomit               | Italia          | 2005               | [ 17 ]      |
| Turbidity               | Indonesia       | 2008               | [ 18 ]      |
| Gorevent                | Japón           | 2004               | [ 19 ]      |
| Gutrot                  | Estados Unidos  | 2003               | [ 20 ]      |
| Cerebral Incubation     | Estados Unidos  | 2007               | [ 21 ]      |
| Condemned               | Estados Unidos  | 1994               | [ 22 ]      |
| Vomitous                | Suecia          | 2001               | [ 23 ]      |
| Kraanium                | Noruega         | 2001               | [ 24 ]      |
| Sadistic Mutilation     | Colombia        | 2005               | [ 25 ]      |
| Human Rejection         | Grecia          | 2005               | [ 26 ]      |
| Rezume                  | Indonesia       | 2008               | [ 27 ]      |
| Human Parasite          | Francia         | 2008               | [ 28 ]      |
| Ancient Necropsy        | Colombia        | 1998               | [ 29 ]      |
| Guttural Engorgement    | Estados Unidos  | 2006               | [ 30 ]      |
| Katalepsy               | Rusia           | 2003               | [ 31 ]      |
| Cephalotripsy           | Estados Unidos  | 2003               | [ 32 ]      |
| Woundeep                | Japón           | 2003               | [ 33 ]      |
| Orchidectomy            | Canadá          | 2004               | [ 34 ]      |
| Guttural Secrete        | Estados Unidos  | 2002               | [ 35 ]      |
| Sarcolytic              | Estados Unidos  | 2004               | [ 36 ]      |
| Carnivore Diprosopus    | Colombia        | 2002               | [ 37 ]      |
| Ingurgitating Oblivion  | Alemania        | 2001               | [ 38 ]      |
| Septycal Gorge          | Italia          | 2004               | [ 39 ]      |
| Disconformity           | Japón           | 2002               | [ 40 ]      |
| Internal Suffering      | Colombia        | 1996               | [ 41 ]      |
| Dripping                | Estados Unidos  | 2000               | [ 42 ]      |
| Víctimas                | Estados Unidos  | 2002               | [ 43 ]      |
| Saprogenic              | Estados Unidos  | 2001               | [ 44 ]      |
| Nun Immolation          | Chile           | 2004               | [ 45 ]      |
| Grotesque Disfigurement | Estados Unidos  | 2006               | [ 46 ]      |
| Gutted Out              | Estados Unidos  | 2007               | [ 47 ]      |
| Begging for Incest      | Alemania        | 2007               | [ 48 ]      |
| Awaiting the Autopsy    | Alemania        | 2007               | [ 49 ]      |
| Blasphtized             | Reino Unido     | 2006               | [ 50 ]      |
| Dead For Betrayal       | Nicaragua       | 2008               | [ 51 ]      |
| Corrosive Vomit         | México          | 2018               |             |